# De si braves garçons
De si braves garçons est un roman de Patrick Modiano paru le 1er octobre 1982 aux éditions Gallimard.

## Historique
Patrick Modiano a été interne à l'école du Montcel, internat pour fils de bonnes familles à Jouy-en-Josas. Le Prix Nobel de littérature se souvient de cette expérience dans ce récit mélancolique. Grâce à sa mémoire en pointe sèche et à sa curiosité, le narrateur - qui est peut-être Modiano lui-même - recompose l'atmosphère ancienne tout en menant une sorte d'enquête sur ce que le temps a pu faire de ses anciens camarades. Ces souvenirs rejoignent sans cesse le présent, au fil d'une réalité faite de rêve et de nostalgie.

## Résumé
Chapitre 1 : 
On présente le collège de Valvert, un peu comme une visite guidée. Cet établissement était un refuge, un foyer pour une poignée d’enfants sans patrie. Ils étaient tous attachés aux professeurs avec qui ils avaient des moments de complicité, et plus particulièrement la nuit. Ils aimaient aussi beaucoup  
leur proviseur, Pedro Jeanschmidt, qui tenait à ce qu’ils soient heureux.
Chapitre 2 :
Évocation du professeur de gymnastique : M Kovnovitzine, alias Kovo. Edmond Claude est le narrateur. Ancien élève de Valvert est devenu acteur. Après une représentation, son ancien professeur de chimie, Thierry Lafaure vient le voir, plein de mélancolie. Ils vont manger ensemble, et l’enseignant retraité semble avoir une relation particulière avec le serveur, qui souhaite travailler dans le cinéma. Lafaure apprend à Edmond que Valvert n’existe plus. Il possède toujours le transistor que lui et ses amis lui ont offert après l’avoir embêté toute l’année, en le surnommant « le mort » notamment. Ils se quittent le lendemain, Edmond repart en tournée. A la fin du chapitre le narrateur s’adresse à quelqu’un mais nous ignorons qui. Il dit avoir aperçu Lafaure, mais lorsque ce dernier l’a vu il est parti rapidement, comme quelqu’un pris en flagrant délit.
Chapitre 3 : 
Le narrateur raconte qu’un certain Gino Bordin, professeur de guitare, était accueilli chaque jeudi au collège. Le narrateur et ses amis se réunissaient tous autour de lui, mais au début les seuls qui assistaient à ses cours étaient lui et Michel Karvé. S’ensuit l’histoire de ce dernier, avec une alternance entre les souvenirs de Valvert et les recherches du narrateur. Ce-dernier avait un jour indiqué sur une fiche de renseignements que ses parents faisaient du « trafic d’influence », expression sur lequel le narrateur revient sans cesse, interrogatif. Ses parents étaient des médecins, toujours tirés à quatre épingles, tandis que Karvé était vêtu de vêtements trop grands. Ses parents étaient totalement indifférents envers lui. Le lendemain de l’histoire du « trafic d’influence » le père de Karvé s’en rendu à Valvert et l’adolescent a été convoqué chez le directeur. Les parents de Karvé avaient de bonnes relations (célébrités) et avaient fait de la prison pour recel. Finalement, après avoir été hébergé pendant des semaines chez un ami, Karvé a décidé de quitter ses parents, en demandant au narrateur d’aller chercher ses affaires. Ses parents n’ont pas eu l’air bouleversés. Il s’est promis d’écrire un roman à partir d’une photo intitulée « Retour aux jours heureux ».
Chapitre 4 : 
Kovo était fier de ses élèves car ils s’impliquaient beaucoup dans le sport. Pedro et lui étaient très complices. Kovo appréciait particulièrement Bob Mc Fowles, un grand sportif. Ce dernier s’est tué vers 30 ans dans un championnat de bobsleigh, alors qu’il venait de se marier. Ils avaient passé leur lune de miel à Versailles en compagnie du narrateur, le père d’Anne-Marie, et quelques jours plus tard les deux compagnons de bobsleigh de Mc Fowles : Mourenz et Edouard Agam. Mc Fowles n’avait que sa grand-mère, qui était riche grâce à ses produits de beauté de luxe. Il allait parfois aux États-Unis avec elle pendant les longues vacances (son pays d’origine) mais la voyait peu. Pendant la lune de miel, Mc Fowles s’est rapidement enquit de ne pas être près de la mer. D’abord une remarque, ce manque est rapidement devenu une obsession, sur laquelle ses deux compères n’arrêtaient pas d’insister, au grand dam du narrateur et d’Anne-Marie. Un soir, il a même eu une crise de nerf en pleine nuit à ce propos, et sa femme a appelé le narrateur. Celui-ci s’est dit intérieurement que chaque ancien élève de Valvert avait par moments des coups de cafard contre lesquels ils luttaient intérieurement.
Chapitre 5 : 
Le narrateur et ses amis se rejoignaient un samedi sur deux pour une séance de cinéma au collège de Valvert, où les élèves étaient les projectionnistes, et se joignaient à la séance Pedro et Kovo. Un film était récurrent : Le carrefour des archers, avec une enfant, « la petite Bijou ». À chaque fois qu’il passait, un ancien élève de Valvert était invité car il avait personnellement connu cette Bijou. Il prend le rôle du narrateur : il prenait des leçons de théâtre au cours Marivaux, dont il se souvient de deux personnes, Bouboule et une certaine Sonia qu’ils prénommaient « la comtesse » car Bouboule disait qu’elle appartenait à l’aristocratie polonaise et qu’elle était entretenue. Un jour cette dernière a reçu une grande distinction dans le monde du théâtre. Alors que le narrateur rejoignait son ami Bouboule dans un théâtre aménagé il a remarqué la présence de la fille de la comtesse, surnommée la petite Bijou, et qu’on lui a demandé de garder. Lorsqu’il l’a ramenée à sa mère, elle lui a demandé de la garder pendant qu’elle célébrait sa distinction. Il a finalement continué à la garder pendant très longtemps, sa mère la délaissant complètement. Il y avait une femme qui habitait avec eux, Madeleine-Louis, qui était peut-être celle qui entretenait la comtesse. Un jour Madeleine et la comtesse ont eu l’idée de faire rentrer Bijou dans le monde du spectacle, ce qui ne la rendit pas heureuse. Le narrateur est parti dans le midi, cherchant à emmener Bijou avec lui, mais la comtesse refusa. Quelques mois plus tard, la petit Bijou apparut dans le film Le carrefour des archers.
Chapitre 6 : 
Le narrateur raconte le départ du collège d’un élève plus âgé que lui : Philippe Yotlande. Il était apprécié du corps enseignant. Il avait été renvoyé car il revendait des jeans et des vinyles à ses camarades. Comme ses parents étaient assez riche, il avait une belle voiture et a commencé à frimer avec. Ainsi il est devenu un hôte prestigieux dans les rallyes parisiens (=des soirées), son rallye préféré étant celui où il retrouvait plusieurs anciens de Valvert. Il s’est d’ailleurs fiancé à une jeune belge, sous l’ultimatum de ses parents (soit ils se mariaient soit il ne la revoyait plus) mais sous la pression s’est finalement enfuit. Après son service militaire il a continué les rallyes mais il sentait que les choses avaient changé, car ses amis étaient de moins en moins présents et il vieillissait, perdant ainsi de l’importance aux yeux des jeunes. A 38 ans, il se baladait souvent pour atterrir dans un bar, le Scossa, afin de réfléchir sur lui-même (ce qui n’arrivait jamais). Là il a reconnu Mickey du Pam-Pam, un ancien de la jetset qui était coincé dans son style et ses habitudes, tout comme Yotlande, qui conservait les mêmes vêtements. Il s’est demandé s’il ne finirait pas comme lui et a décidé de son nommer par anticipation le « Hamlet du Scossa ».
Chapitre 7 : 
Daniel Desoto. Il avait lui aussi été renvoyé de Valvert, pour nonchalance et « habitudes de riche ». En effet son père, Daddy lui avait offert une voiture de sport peu de temps après. Le narrateur l’a retrouvé 15 ans plus tard, et il l’a invité à le rejoindre dans un club de tennis. Là-bas il rencontra le docteur Réoyon, qui lui était antipathique, puis sa femme, Gunilla, extrêmement sèche et qui vouait une grande admiration au docteur. Le narrateur s’est vite rendu compte que tout le monde dans le club de tennis admirait Daniel, et après une partie perdue il a eu la réaction d’un enfant en allant bouder. Il s’est isolé avec le narrateur, lui confiant que Daddy et Mammy allaient bien, qu’ils l’avaient beaucoup aidé financièrement, mais il n’a pas répondu lorsque le narrateur lui a demandé ce que pensaient ses parents du médecin, qui vivait avec Daniel et Gunilla. Le narrateur est ensuite parti, et le docteur l’a rejoint discrètement. Il lui a déconseillé de revoir Daniel car cela ne lui ferait pas du bien étant donné qu’il fait partie de son enfance, et que Desoto était lui-même un enfant. Réoyon a ensuite annoncé être le tuteur total de Daniel, ayant même des papiers l’attestant. Le narrateur compris que le médecin et Gunilla avaient une relation.
Chapitre 8 :
Le narrateur et Yvon, qui étaient un peu plus jeunes que les autres aimaient beaucoup la sœur d’Yvon, Martine. Celle-ci était plus âgée qu’eux et avait la côté auprès des garçons. Un jour, lors d’une « fête des sports » (une grande fête du collège) elle était là, et Bourdon et Winegrain tentaient de la séduire. Est arrivé un de leurs amis, baby da Silva, prétendument brésilien. Martine promis de se marier avec le plus riche d’entre eux. À la suite de cela, elle délaissait Yvon et le narrateur chaque samedi car quelqu’un venait la chercher en voiture. Elle finit par ne plus sortir qu’avec baby qui la ramenait de plus en plus tard. Un jour, elle est rentrée et a annoncé à son frère qu’elle allait se marier avec baby, car il était millionnaire et avait promis de lui acheter une maison au Brésil. Peu de temps après, Winegrain et Bourdon ont invité les deux jeunes, alors qu’ils avaient tendance à les dédaigner, à une fête pour leurs fiançailles qui avait lieu à l’appartement de baby. Une fois arrivés Winegrain leur a annoncé que Martine et baby n’étaient pas au courant de leur venue, et a déclaré n’être pas d’accord avec le mariage. Baby, qui était en haut avec Martine, est descendu à ce moment et a annoncé qu’il devait aller chercher une américaine à la gare, et que celle-ci ne pouvait pas s’endormir sans qu’il lui tienne la main. Il est ensuite sorti et Winegrain a annoncé qu’il n’était ni brésilien ni milliardaire, qu’il travaillait auparavant dans un bowling et à présent comme chauffeur.
Chapitre 9 : 
Un des élèves était resté une légende dans les murs de Valvert : Johnny, dont le vrai nom était Kurt, surnommé ainsi pour sa ressemblance avec Johnny Weissmuller. Il venait d’Autriche, avec sa grand-mère, et tous deux étaient juifs. Celle-ci était un jour partie pour les États-Unis. Il ne l’avait pas suivie car il se sentait en sécurité en France. Il vivait dans l’’ancien appartement de sa grand-mère, et en haut de l’immeuble il avait entamé une relation purement sexuelle avec Arlette d’Alwyn. Il cherchait en vain du travail, et un jour, alors qu’il s’est arrêté à une station de métro différente de celle de d’habitude, il a été raflé car il n’avait pas de papiers.
Chapitre 10 : 
Christian Portier, un ami du narrateur, n’a jamais connu son père et est assez proche de sa mère, Claude, qui ressemble à une actrice de cinéma. Elle venait souvent chercher son fils à Valvert et parfois, en pleine semaine, elle venait en visite avec un homme différent à chaque fois. Elle était assez fêtarde, et essayait de prendre soin de son fils. Ce dernier la réprimandait sur ses mauvaises habitudes et l’appelait toujours par son prénom, Claude. Le narrateur Christian et Claude sortaient souvent tous les trois. Le narrateur était plus intéressé par le passé de Claude, ou encore l’identité de son père que ne l’était Christian, qui était plutôt un éternel enfant essayant de se vieillir. Sa mère lui avait loué un appartement en bas de son immeuble pour qu’ils puissent chacun avoir leur indépendance. Un jour, alors que Christian était resté à Valvert par punition, le narrateur a ramené quelques affaires à Claude, la trouvant en compagnie d’un autre homme, Ludo, ancien combattant de guerre, et que le narrateur s’est mis à suivre sans but une fois qu’ils sont sortis. Le narrateur était attiré par elle. Il a retrouvé Claude 15 ans plus tard alors qu’il cherchait à louer un appartement à Nice pour un ami de son père. Elle ne l’a pas reconnu tout de suite, il a dû se présenter : Patrick, auteur de romans policiers. Claude a coupé les ponts avec son fils qui est parti vivre au Canada, il lui en veut pour une raison inconnue. Elle s’est mariée à un vieux grincheux qu’elle déteste et qui la prive de libertés car elle n’avait plus d’argent. Elle montre alors son refuge à Patrick, ainsi que des photos ou des portraits en lui disant qu’il pourrait revenir pour s’en inspirer afin d’écrire. Ils promettent de se revoir.
Chapitre 11 : 
Le narrateur retrouve Alain Charell, qu’il avait rencontré à l’infirmerie de Valvert, dans le quartier de la gare du Nord. Il semblait être pris sur le fait mais a proposé au narrateur de venir dans son appartement dans le quartier. Il s’agit en fait d’une garçonnière, où il voit une jeune femme noire en train de dormir. Dans l’appartement voisin on entend un homme et une femme se battre puis coucher ensemble. Soudainement l’homme débarque dans l’appartement, c’est un ami de Charell. Ils discutent puis lorsqu’il part, Charell annonce qu’il va couler un bain à sa femme Suzanne, dans la chambre voisine. Ils vont ensuite à 3 dans leur véritable appartement, rue de la Ferme, qui a bien changé depuis leur enfance. Lorsqu’il s’en va, Charell et sa femme sortent, lui dans un état de folie et elle les yeux dans le vide, et ils lui demandent de les rejoindre à la gare du nord, il refuse. Quelques jours plus tard Charell demande au narrateur de les rejoindre quartier de la gare du nord, dans une brasserie. Là-bas, Suzanne dit ne pas se sentir bien, et Alain l’emmène aux toilettes. Ils reviennent les pupilles dilatées, Suzanne se sentant mieux. Ils se posent ensuite sur un banc pendant un long moment. Quelques jours plus tard, le narrateur apprend qu’Alain s’est fait tirer dessus, il part à l’hôpital. Là-bas, il retrouve la noire, vêtue d’un tailleur appartenant à Suzanne. Elle lui donne une lettre écrite par Charell qui dit qu’il regrette le temps de l’infirmerie de Valvert, car il avait pris une « drôle de pente » depuis. La noire explique que le couple la laisse vivre chez eux depuis un service qu’ils lui ont rendu, et qu’elle s’occupe de leur chien.
Chapitre 12 : 
Le narrateur raconte que lorsqu’ils étaient à Valvert, Marc Newman et lui allaient souvent déposer une fleur sur le tombeau d’Oberkampf. Ils y allaient la nuit et devaient escalader un grillage en essayant de ne pas se faire prendre par Kovo. Plus loin, il y avait un terrain d’aviation qui ne figurait sur aucune carte. La nuit, il y avait beaucoup d’agitation, mais le jour c’était désert.
Chapitre 13 : 
Changement de narrateur : Edmond Claude. Il dit avoir revu Newman. Alors qu’il était sur la plage, une petite a lancé son ballon sur lui sans faire exprès. Elle est revenue auprès d’un homme, qui est venu voir Edmond : c’était Newman. Ils se sont installés sur une terrasse et ont discuté. Il s’appelait maintenant Gérard Valvert, avait changé de nom pour repartir à 0. Il allait se marier à une certaine Françoise, qui était la mère de la petite. Il ne connaissait pas le père. Ils vivaient ensemble avec la mère de Françoise et le beau-père de celle-ci, un vieil avare grincheux qui se méfiait de Newman depuis qu’il avait vu qu’il était tatoué, mais c’était lui qui survenait financièrement à leurs besoins. Newman a beaucoup voyagé, a fait beaucoup de boulots différents, y compris dans la Légion. Bien qu’il fût très sportif il s’est blessé durant la Légion. Soudainement il se confie à Edmond : Françoise et sa femme, qu’il apprécie autant l’une que l’autre souhaitent que Newman liquide le vieux, car il leur rend la vie insupportable. Il a déjà essayé à deux reprises mais a échoué. Le narrateur, Edmond, ne réagit pas, il sait que Newman a toujours été mystérieux.
Chapitre 14 : 
Une nuit, le  narrateur et Charell décident de retourner à Valvert. Tous les éléments du village leur rappellent cette période où ils étaient de si braves garçons

## Personnages
- Edmond Claude : le narrateur
- Thierry Lafaure : ancien professeur de chimie
- Michel Karvé : condisciple d'Edmond Claude, il quitte ses parents
- Mc Fowles : grand sportif obsédé par la mer
- La Petite Bijou : fille de Sonia O'Dauyé alias Odette
- Philippe Yotlande : jet-setteur, VIP des rallyes
- Daniel DeSoto : sous le joug du Dr Réoyon
- Martine : veut épouser un Brésilien
- Christian Portier : vit seul avec sa mère
- Alain Charell : homme au comportement bizarre, amateur de prostituées qui traîne dans le quartier de la Gare du Nord